# Rolls-Royce Silver Wraith
El Silver Wraith fue el primer modelo de posguerra de Rolls-Royce y fue construido en la factoría de Crewe entre 1946 y 1959.
El primer coche tenía un chasis de 127 plg (3226 mm) de distancia entre ejes basado en el Wraith anterior a la guerra con suspensión delantera independiente de tipo helicoidal y suspensión trasera de eje rígido mediante ballestas semielípticas. El motor también estaba basado en el del Wraith, pero tenía una nueva culata con válvulas de admisión superiores y válvulas de escape laterales y una capacidad inicial de 4257 cc. Desde 1951 esta fue incrementada a 4566 cc y en 1954 hasta 4887 cc en los modelos de larga distancia entre ejes. El sistema de frenos era un sistema hidromecánico híbrido con frenos hidráulicos delanteros y mecánicos traseros utilizando un servo mecánico de los coches anteriores a la guerra, patentados por Hispano-Suiza y construidos por Rolls-Royce bajo licencia.
El chasis alargado, de 133 pulgadas (3378 mm) de distancia entre ejes, fue anunciado en 1951, y se construyeron 639 unidades hasta 1959. El último coche de chasis corto fue construido en 1953.
Inicialmente solo se ofreció un cambio manual de cuatro velocidades, pero esto fue complementado por un cambio automático opcional de General Motors en 1952.
Este fue el último modelo de Rolls-Royce en ser entregado en forma de "solo chasis", con el propósito de recibir una amplia variedad de carrocerías a medida diseñados y fabricados por varios especialistas carroceros en rápido declive. La mayoría de carrocerías elegidas seguían diseños "formales" de limusina. Para clientes que deseaban comprar un vehículo con una carrocería estándar, el fabricante ya ofrecía el Bentley Mark VI.

## Uso oficial
- Coche de Estado Presidencial Irlandés - 1947-presente
- Coche de Estado Presidencial Brasileño Ceremonial - 1952
- Limusina de Estado Real Holandesa - 1958
- Coche Ceremonial Real Danés "Store Krone" (Gran Corona) - 1958

## Apariciones en el cine
- Testigo de cargo  (1957)
- Indiscreto (1958)
- Victim (1961)
- The Love Bug (1968)
- El regreso de la Pantera Rosa (1975)
- Arthur (1981)
- Withnail & I (1987)
- Batman (1989)
- Batman Returns (1992)
- James Dean (2001)
- The Scapegoat (2012)
- Spectre (James Bond) (2015)

## Galería

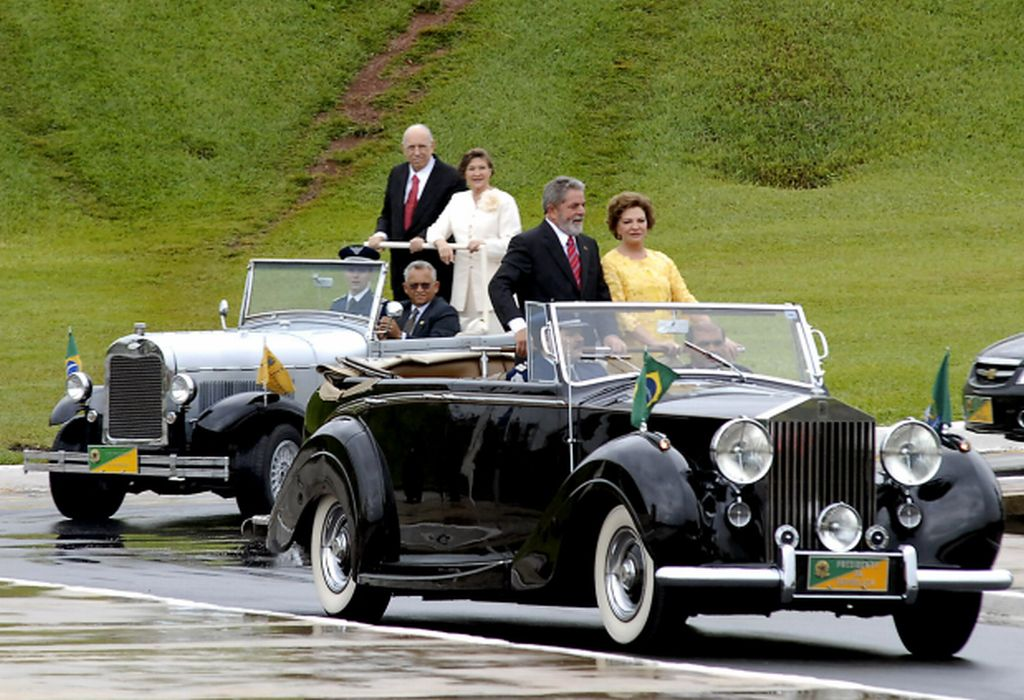
Coche de Estado Presidencial Brasileño Ceremonial en la inauguración presidencial. Este coche es un ejemplar de 1952. Los grandes faros están montados sobre los guardabarros.
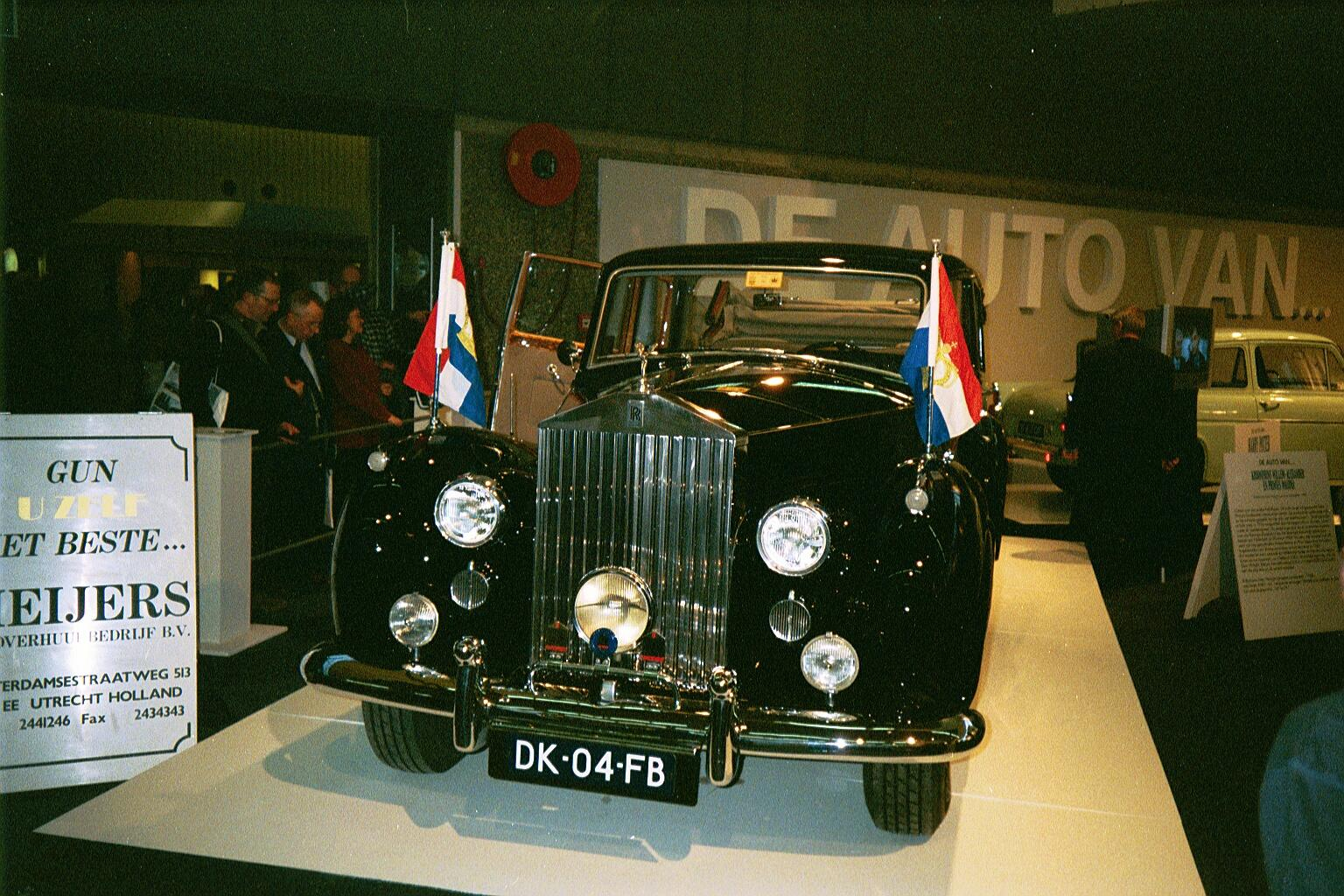
Limusina de Estado Landaulet de la reina Juliana. En ese tiempo el otro modelo de Rolls-Royce, era el Silver Cloud, y el Silver Wraith tenía bastantes similitudes - faros insertados, grandes guardabarros, etc.
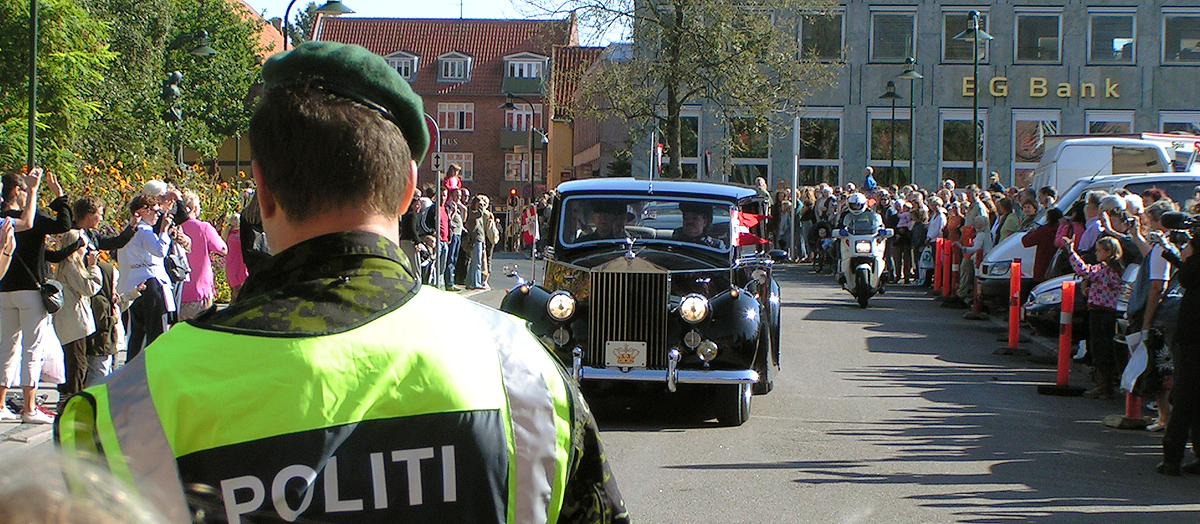
El "Store Krone" recorriendo las calles de Roskilde.